# Nordjyske Jernbaner
Nordjyske Jernbaner (NJ) er et jernbaneselskab, som driver de to lokalbaner Skagensbanen og Hirtshalsbanen i Vendsyssel samt lokaltog mellem Skørping og Frederikshavn. Virksomheden er 89% ejet af Nordjyllands Trafikselskab og er opstået ved fusion, iværksat 1. juli 2001 med tilbagevirkende kraft pr. 1. januar 2001, mellem Hjørring Privatbaner (HP) og Skagensbanen (SB). Togflåden består af 8 enmandsbetjente Desiro togsæt, der blev sat i drift i 2005 , samt 17 Alstom Coradia LINT 41 togsæt, der blev sat i drift i henholdsvis 2017 og 2021.
I oktober 2018 modtog banerne DI Vendsyssels Initiativpris. I begrundelsen hedder det bl.a., at NJ har præsteret en markant stigning i antallet af afgange og været med til at implementere og teste det nye signalsystem det første sted i landet. Målt på kundernes generelle tilfreds i en branche, hvor kunderne generelt ikke er positive, klarer NJ sig også godt. Med i opløbet om prisen var 18 andre virksomheder.

## Køreplan
Skagensbanen mellem Frederikshavn og Skagen og Hirtshalsbanen mellem Hjørring og Hirtshals betjenes hver især to gange i timen i myldretiden og ellers en gang i timen. En del tog på Skagensbanen fortsætter til og fra Aalborg jf. nedenfor.
I sommeren 2008 og sommeren 2009 kørte Nordjyske Jernbaner drift på hele strækningen fra Hirtshals over Hjørring og Frederikshavn til Skagen én gang dagligt i hver retning. I sommeren 2010 var det strækningen fra Hirtshals til Aalborg, der blev kørt ekstraordinært.
Fra køreplanskiftet 2009 begyndte Nordjyske Jernbaner passagerdrift mellem Hjørring og Frederikshavn (i forbindelse med videre afgang til/fra Skagen), med stop på Sindal, Tolne og Kvissel Stationer. Tidligere blev ruten kun kørt uden passagerer.
Fra 6. august 2017 overtog Nordjyske Jernbaners DSB's kørsel med regionaltog mellem Aalborg og Frederikshavn samt på Aalborg Nærbane mellem Skørping og Lindholm. I første omgang køres der Skørping - Aalborg og Aalborg - Skagen med skift i Frederikshavn på visse afgange. I forbindelse med overtagelsen af trafikken indkøbte Nordjyske Jernbaner 13 Alstom Coradia LINT 41-togsæt. Iflg. Regeringen vil dette medføre, at omkostninger til driften reduceres og serviceniveauet højnes, endvidere forventes de 13 nye LINT togsæt at kunne frigøre et mindre antal IC3-togsæt til fjerntogtrafikken. 

## Fakta om banerne

### Frederikshavn–Skagen25. juli1890
- Længde: 39,7 km
- Sporvidde 1890 – 1924: 1.000 mm
- Sporvidde 6. juni 1924: 1.435 mm

### Hjørring–Hirtshals19. december1925
- Længde: 16,5 km
- Sporvidde: 1.435 mm

## Rullende materiel
| Litra        | Billede | Type                      | Maks. hastighed | Antal     | Vogne pr. togsæt | Antal sæder              | Byggeår   | Driftsår                     |
| ------------ | ------- | ------------------------- | --------------- | --------- | ---------------- | ------------------------ | --------- | ---------------------------- |
| Litra DM     |         | dieseltogsæt              | 120             | 8         | 2                | 116 (heraf 13 klapsæder) | 2001-2005 | 2004-                        |
| Litra Lm     |         | dieseltogsæt              | 140             | 17        | 2                | 120                      | 2016-2021 | 2017-                        |
| Litra M 9-11 |         | dieselelektrisk lokomotiv | 133             | 3 (nu: 0) | –                | 0                        | 1961-1962 | 2001-2008                    |
| Litra M 17   |         | dieselelektrisk lokomotiv | 133             | 1 (nu: 0) | –                | 0                        | 1964      | 2002-2008                    |
| Litra T 51   |         | rangertraktor             | 45              | 1 (nu: 0) | –                | 0                        | 1960      | 2001-2007                    |
| Litra T 52   |         | rangertraktor             | 45              | 1         | –                | 0                        | 1964      | 2001-                        |
| Litra T 53   |         | rangertraktor             | 60              | 1 (nu: 0) | –                | 0                        | 1955      | 2001-2003                    |
| Litra YM     |         | dieselmotorvogn           | 80              | 9 (nu: 0) | –                | 40                       | 1968-1988 | 2001-2008 (reserve fra 2005) |
| Litra YP     |         | personvogn                | –               | 5 (nu: 0) | –                | 64                       | 1970-1983 | 2001-2008 (reserve fra 2005) |
| Litra YS     |         | styrevogn                 | –               | 6 (nu: 0) | –                | 56                       | 1968-1983 | 2001-2005 (reserve fra 2005) |

## Ekstern henvisning
- Nordjyske Jernbaners hjemmeside
- Nordjyske Jernbaner på Jernbanen.dk